# Daniele Giorgini
Daniele Giorgini (* 24. April 1984 in San Benedetto del Tronto) ist ein ehemaliger italienischer Tennisspieler.

## Karriere
Daniele Giorgini spielte von 1999 bis 2002 auf der ITF Junior Tour, wo er vier Doppeltitel gewann. Platzierung erreichte er mit Platz 157 im Einzel und 40 im Doppel.
spielte ausschließlich auf der ATP Challenger Tour und der ITF Future Tour, für ein Turnier der ATP World Tour konnte er sich nie qualifizieren. Er gewann in seiner Karriere 15 Einzel- und 25 Doppeltitel bei Futures. Hinzu kamen acht Doppeltitel bei Challengers, allesamt im Doppel. Am 13. Oktober 2003 durchbrach er erstmals die Top 200 der Weltrangliste im Doppel, seine höchste Platzierung erreichte er im November 2004 mit Rang 143. Im Einzel erreichte er mit Platz 242 im August 2010 seine beste Position. 2016 wurde Giorgini letztmals in der Rangliste geführt.
Nach seiner aktiven Zeit arbeitete er als Tennistrainer für verschiedene Einrichtungen.

## Erfolge
| Legende (Anzahl der Siege)  |
| Grand Slam                  |
| ATP World Tour Finals       |
| ATP World Tour Masters 1000 |
| ATP World Tour 500          |
| ATP World Tour 250          |
| ATP Challenger Tour (8)     |

### Doppel

#### Turniersiege
| Nr. | Datum              | Turnier       | Belag | Partner          | Finalgegner                              | Ergebnis          |
| --- | ------------------ | ------------- | ----- | ---------------- | ---------------------------------------- | ----------------- |
| 1.  | 6. August 2006     | Trani (1)     | Sand  | Leonardo Azzaro  | Daniel Muñoz de la Nava Alessandro Motti | 6:4, 3:6, [10:6]  |
| 2.  | 5. August 2007     | Trani (2)     | Sand  | Leonardo Azzaro  | Fabio Colangelo Alessandro Motti         | 6:2, 7:5          |
| 3.  | 9. September 2007  | Genua         | Sand  | Simone Vagnozzi  | Simone Bolelli Flavio Cipolla            | 6:3, 6:1          |
| 4.  | 16. September 2007 | Todi          | Sand  | Alessandro Motti | Enrico Burzi Stefano Galvani             | 3:6, 7:5, [10:4]  |
| 5.  | 12. September 2010 | Brașov (1)    | Sand  | Flavio Cipolla   | Radu Albot Andrei Ciumac                 | 6:3, 6:4          |
| 6.  | 21. Juni 2013      | Mailand       | Sand  | Marco Crugnola   | Alex Bolt Peng Hsien-yin                 | 4:6, 7:5, [10:8]  |
| 7.  | 12. Juli 2014      | San Benedetto | Sand  | Potito Starace   | Hugo Dellien Sergio Galdós               | 6:3, 6:73, [10:5] |
| 8.  | 6. September 2014  | Brașov (2)    | Sand  | Adrian Ungur     | Aslan Karazew Waleri Rudnew              | 4:6, 7:64, [10:1] |